# Phthorarcha
Phthorarcha är ett släkte av fjärilar. Phthorarcha ingår i familjen mätare.
Kladogram enligt Catalogue of Life:
| Phthorarcha | \| \| Phthorarcha primigena \| \| \| \| \| \| Phthorarcha zabolne \| \| \| \| |
|             | \| \| Phthorarcha primigena \| \| \| \| \| \| Phthorarcha zabolne \| \| \| \| |
|             | Phthorarcha primigena                                                         |
|             |                                                                               |
|             | Phthorarcha zabolne                                                           |
|             |                                                                               |